# 天津铁路局
天津铁路局是中华人民共和国铁道部在历史上曾经存在过的一个铁路局，其主要负责河北省内的国有独资铁路及其相关资产的管辖和运营。现已撤销。
- 天津通志, 第 12 卷（页面存档备份，存于）